# Albeni János
Albeni János pannonhalmi apát.

## Élete
A német felmenőktől származó Albeni család tagjai Zsigmond magyar király kipróbált hívei közé tartoztak, akik Magyarországon és Horvátországban számos egyházi és állami tisztséget töltöttek be. János apja, Rudolf, Zsigmond király tanácsosa volt, Eberhard nevű sógora pedig királyi kancellár és zágrábi püspök. Feltehetően az ő révén jutott János 1401 körül a toplicai apátsághoz, majd 1404 nyarán a pannonhalmi apáti székbe, és a rendtörténeti hagyomány szerint szerzetes közé is belépett. 1407-ben veszprémi püspökként tűnik fel, 1410-ben a pécsi püspökséget foglalhatta el, végül a zágrábi egyházmegye élére került.